# Taxiphyllum angustirete
Taxiphyllum angustirete är en bladmossart som beskrevs av William Russell Buck 1987. Taxiphyllum angustirete ingår i släktet Taxiphyllum och familjen Hypnaceae. Inga underarter finns listade i Catalogue of Life.